# Actis (entreprise)
Pour les articles homonymes, voir Actis.
Actis est une PME française, basée à Limoux, dans l'Aude en région Occitanie et spécialisée dans la conception et la fabrication d'isolants pour le bâtiment (toitures, combles, murs et sols). Créée en 1980, la société Actis est le leader européen sur le marché des isolants réflecteurs alvéolaires. 
En 2003, la société Actis est rachetée par le groupe Laurent Thierry, fabricant de textiles techniques pour l'industrie automobile. 
L'entreprise regroupe aujourd'hui quatre sites de production dans l'Aude et en Ariège en garantissant ainsi une fabrication 100 % française.
Deux sites à Limoux (Aude) où sont réalisés la fabrication des mousses et l'assemblage d'une partie des gammes, un site à La Bastide-de-Bousignac (Ariège) spécialisé dans la fabrication des films réflecteurs et l'assemblage des autres gammes commercialisées et un quatrième site à Chalabre (Aude)

## Historique

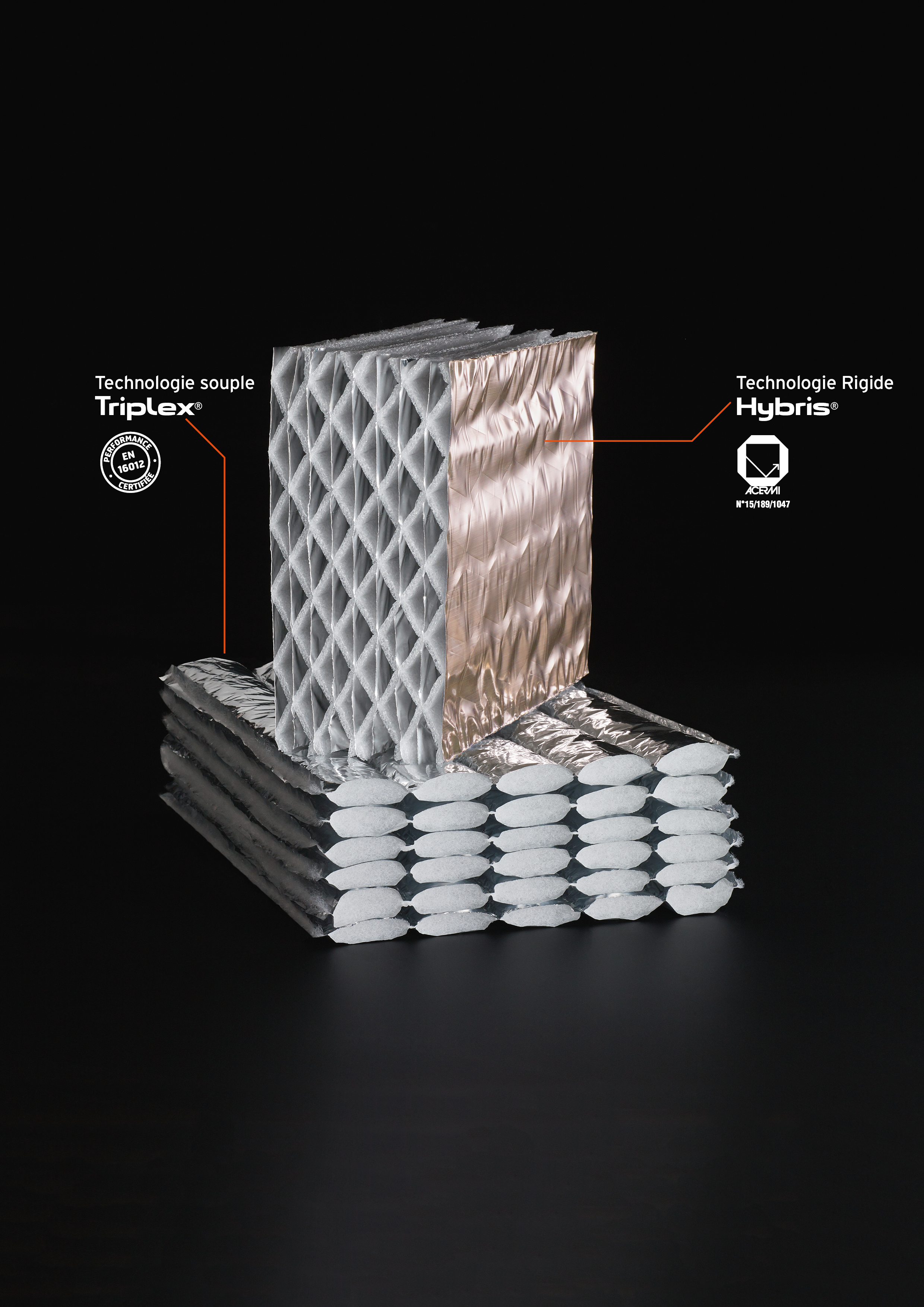

La société Actis a été fondée en 1980 par Paul Riedel, inventeur des isolants réflecteurs.
En 2003, Actis intègre le Groupe Laurent Thierry et, depuis, la société est dirigée par Laurent Thierry en tant que président-directeur général. Laurent Thierry est le fils de l'industriel du textile Michel Thierry.
En 2004, Acts signe des contrats de référencement européen avec les principaux leaders de la distribution de matériaux de construction comme les groupes Saint-Gobain Distribution et Wolseley.
Depuis juillet 2005, Actis s'est engagée dans une démarche d'amélioration.

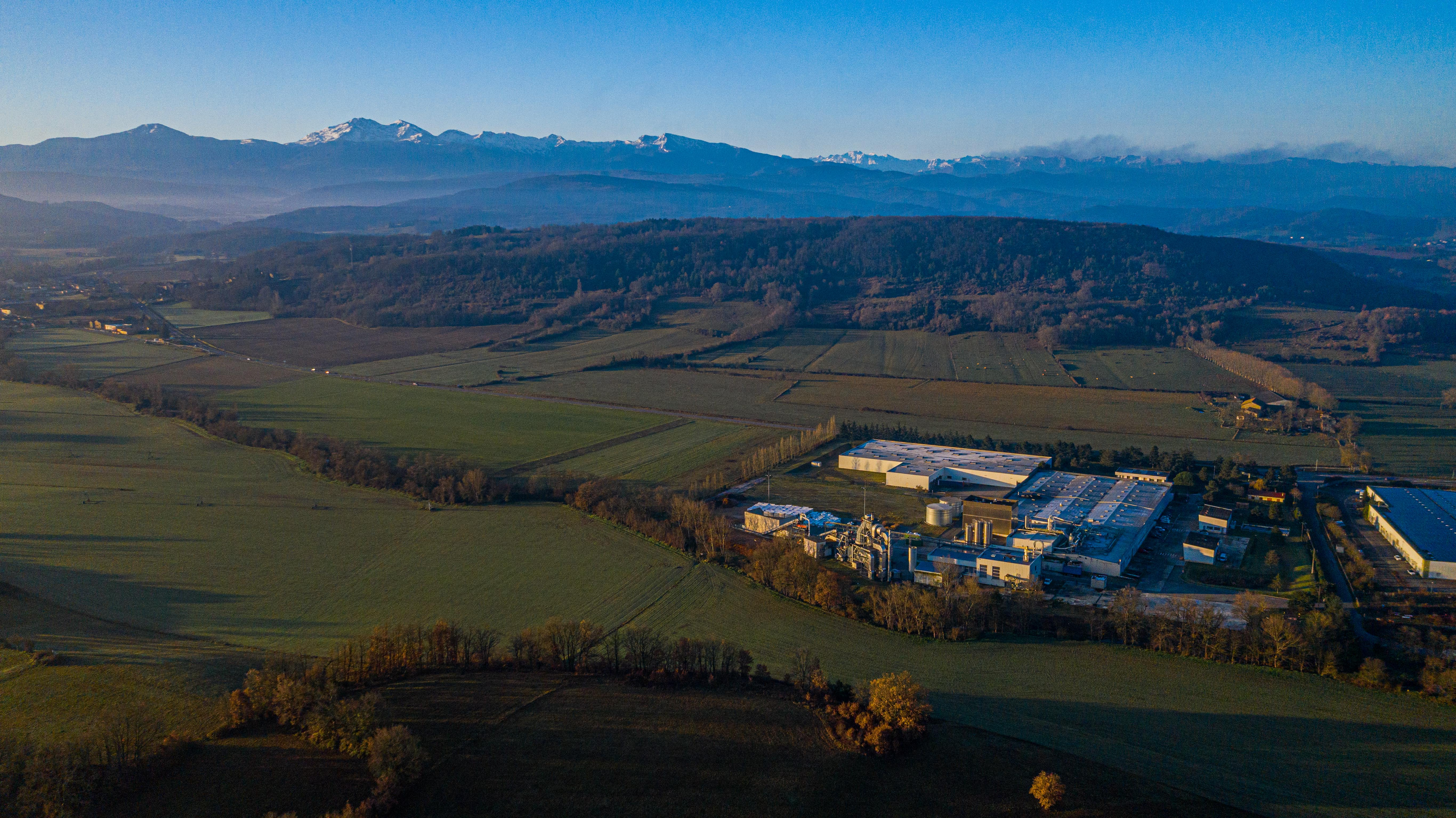
L'usine Actis à La Bastide-de-Bousignac en Ariège.

Fin 2008, la société se diversifie avec le développement d'isolants à base de fibres naturelles de bois. L'apparition rapide de plusieurs acteurs sur le marché des isolants à base de fibres de bois a entraîné un effondrement des prix. Non viable économiquement, l'activité sera finalement arrêtée par l'entreprise fin 2014.
En 2011, la société Actis obtient un avis technique pour son nouvel isolant  multicouche réflecteur « Triso-Super 12, » qui est le premier isolant multicouche réflecteur à être certifié par BM TRADA Certification sur la base de tests réalisés en conditions réelles d'utilisation,. Cet avis technique vient conclure vingt ans de travail pour faire reconnaître[réf. nécessaire] la performance thermique des isolants minces multicouches réflecteurs comme isolants à part entière et non pas comme compléments d’isolation.
En parallèle, la société Actis conçoit le premier prototype d'une nouvelle technologie d'isolant réflecteur de type « alvéolaire ». La recherche autour de cette technologie aboutit en 2013 à la commercialisation de l'isolant alvéolaire réflecteur rigide Hybris pour l'isolation des murs et combles. En septembre 2015, la performance thermique de cet isolant est certifiée.
En mars 2016, la technologie Triplex est commercialisée pour les isolants alvéolaires souples, avec des résistances thermiques certifiées. Les isolants alvéolaires souples sont notamment destinés à l'isolation thermique par l'extérieur (toitures, façades sous bardage rapporté et ventilé) et aux travaux de rénovation. La technologie alvéolaire se décline en plusieurs épaisseurs selon le niveau de résistance thermique recherché pour chacune des applications (toitures, murs et combles).
En 2017, l'entreprise réalise 56 millions d'euros de chiffre d'affaires et compte 200 salariés.

## Activités
La société Actis, spécialisée dans les isolants réflecteurs, a développé trois gammes d'isolants :
- les isolants réflecteurs alvéolaires ;
- les isolants réflecteurs  multicouches traditionnels ;
- les membranes d'étanchéité.

Tous les produits d'Actis contribuent à répondre aux exigences de la RT 2012 (réglementation thermique 2012) en matière d’efficacité énergétique, d'étanchéité à l'air et de confort d'été.

### Isolants réflecteurs alvéolaires
Les isolants réflecteurs alvéolaires sont des isolants  aux performances thermiques certifiées. Ils se déclinent en plusieurs épaisseurs et se présentent sous deux formats :
- les isolants alvéolaires rigides ;
- les isolants alvéolaires souples[15].

Les isolants réflecteurs alvéolaires présentent un motif en nid d'abeilles dont le principe consiste à exploiter les qualités isolantes naturelles de l'air, en le capturant entre des films réflecteurs de très basse émissivité. La basse émissivité des films réflecteur est un critère clé de la performance thermique.

### Les écrans souples d'étanchéité
Les écrans souples d'étanchéité protègent l'isolant des infiltrations d'air et d'eau, et permettent l'évacuation de la vapeur d'eau. Actis produit deux types d'écrans souples d'étanchéité :
- le pare-vapeur et frein-vapeur, sont des membranes d'étanchéité ayant pour fonction de limiter la transmission de vapeur d'eau dans la paroi tout en améliorant l'étanchéité à l'air de l'enveloppe ;
- les écrans de sous-toiture et écrans pare-pluie, hautement perméable à la vapeur d'eau (HPV), sont des membranes d'étanchéité qui laissent la vapeur d'eau s'évacuer vers l’extérieur et améliore l'étanchéité à l'air de l'enveloppe.